# Michael Löwy
Michäel Löwy (São Paulo, Brasil, 6 de mayo de 1938) es un sociólogo y filósofo marxista franco-brasileño. Ha sido director de investigación emérito del CNRS y profesor de la EHESS de París. En 1970 publicó una de las obras más respetadas sobre el pensamiento del Che Guevara: El pensamiento del Che Guevara. En 2001 fue coautor del Manifiesto Ecosocialista Internacional. Es un gran especialista del hecho religioso y en particular, de lo que él mismo define como cristianismo de la liberación (a menudo conocido como teología de la liberación).

## Trayectoria
Descendiente de emigrantes judíos de Viena, Löwy creció en el turbulento Brasil de la República Nova, en cuyo contexto se hizo socialista (1954). Estudió en la Universidad de São Paulo (donde fue alumno de Fernando Henrique Cardoso, Florestan Fernandes y António Cândido) y obtuvo una licenciatura en ciencias sociales, en 1960.
En 1961 le fue concedida una beca para ir a estudiar a Francia. En París, trabajó con el reputado filósofo Lucien Goldmann, considerado un marxista heterodoxo. La influencia de Goldmann en Löwy resultó considerable (fue su director de tesis, defendida en 1964 en la École Pratique des Hautes Études).
Posteriormente, Löwy emprendió un peregrinaje académico por diversos países: residió durante varios años en Israel, donde aprendió hebreo y terminó siendo profesor de la Universidad de Tel Aviv. Durante el curso 1968/1969 fue asistente de Peter Worsley, en la Universidad de Mánchester.
Al año siguiente regresó a París para trabajar con Nicos Poulantzas en la Universidad de París VIII. Por aquel entonces, Löwy comenzó a elaborar su tesis de habilitación sobre György Lukács que presentó, obteniendo su doctorado en 1976, en la Universidad de París V. Su director de tesis fue, en dicha ocasión, Louis-Vincent Thomas.
Löwy se convirtió entonces en profesor de sociología y desde 1978 en director de investigaciones del Centre national de la recherche scientifique (CNRS). En 1981 entró a dar clase en la prestigiosa École des hautes études en sciences sociales (EHESS) de París y solo cuatro años más tarde (en 1984) le fue otorgada la medalla de plata del CNRS al mejor investigador social.
Actualmente es director de investigaciones emérito de dicha institución y sigue ejerciendo la docencia en la EHESS. Además, forma parte del consejo de redacción de revistas como Actuel Marx, ContreTemps y Écologie et Politique y es conferenciante del Instituto Internacional para la Investigación y la Formación de Ámsterdam (IIRF).

## Intereses científicos
La producción científica de Löwy ha sido, desde sus inicios, sumamente variada aunque cabe destacar una especial inclinación hacia la sociología de la cultura y en especial, hacia la sociología de la religión. Su obra más importante en dicho campo es Redención y utopía, en la que investiga la génesis de las utopías -religiosas y no religiosas- y sus diferencias desde una perspectiva liberadora.
Otros intereses de Löwy –sobre los que ha publicado numerosos libros traducidos a 29 idiomas- son la sociología del conocimiento, el mesianismo y las utopías en la cultura judeo-germana, Marx, el marxismo, el nacionalismo, el internacionalismo, la teoría de la Revolución Permanente en Trotski, la teología de la liberación, el romanticismo, el surrealismo, etc.
También ha publicado artículos, ensayos, disertaciones y dictado conferencias en Universidades e instituciones de todo el mundo sobre autores de la talla de Max Weber, Hannah Arendt, Franz Kafka, György Lukács, Lucien Goldmann, Christa Wolf, José Carlos Mariátegui, Gustavo Gutiérrez, Gershom Scholem, Ernst Bloch, Rosa Luxemburgo, Antonio Gramsci, Che Guevara, Trotski, Ernest Mandel y por supuesto, Walter Benjamin.

## Militancia política
Löwy ha vivido desde los 90s en París desde donde, además de relacionarse con las corrientes marxistas revolucionarias europeas, mantiene intensos nexos, políticos e intelectuales, con Brasil.
Colaboró, durante muchos años, con las corrientes de izquierda del Partido dos Trabalhadores y hacia el siglo XXI con el Movimiento de los Trabajadores Rurales Sin Tierra (en 2001 su libro sobre Religión y política en América Latina recibió el Premio Sergio Buarque de Holanda como mejor ensayo del año: Löwy entregó públicamente el monto del premio al MST).
Löwy ha participado, desde sus inicios, en el Foro Social Mundial donde ha presentado diversas ponencias, una de ellas, en colaboración con el teólogo de la liberación brasileño Frei Betto.
Más recientemente se ha comprometido con el ecosocialismo. Es coautor del Manifiesto Ecosocialista Internacional (con Joel Kovel). También fue uno de los organizadores del primer Encuentro Ecosocialista Internacional, celebrado en París en 2007.
En 2014 fue cercano al Partido Socialismo y Libertad, partido disidente del PT brasileño.[cita requerida]

## Publicaciones en español
- El pensamiento del Che Guevara, México, Siglo XXI, 1971
- La teoría de la Revolución en el joven Marx, México, Siglo XXI, 1971
- La revolución permanente en América Latina, Buenos Aires, Cuadernos Rojos, 1972 [bajo el seudónimo de Carlos Rossi]
- Dialéctica y Revolución, México, Siglo XXI, 1975
- Para una sociología de los intelectuales revolucionarios. La evolución política de Lukacs 1909-1929, México, Siglo XXI, 1978
- Los marxistas y la cuestión nacional (con G. Haupt y C.Weill), Barcelona, Fontamara, 1978
- El marxismo olvidado (R.Luxemburg, G.Lukacs), Barcelona, Fontamara, 1978
- El marxismo en América Latina del 1909 a nuestros días (Antología), México, Ediciones Era, 1980 ; Santiago del Chile, Ediciones LOM, 2007
- ¿Qué es la sociología del conocimiento?, México, Fontamara, 1991
- Redención y Utopía. El judaísmo libertario en Europa Central. Un estudio de afinidad electiva, Buenos Aires, El Cielo por Asalto, 1997
- ¿Patrias o Planeta? Nacionalismos e internacionalismos de Marx a nuestros días, Rosario, Ediciones Homo Sapiens, 1998
- Guerra de Dioses. Religión y Política en América Latina, México, Siglo XXI, 1999
- Walter Benjamin. Aviso de incendio, México, Fondo de Cultura Económica, 2004.
- Franz Kafka, soñador rebelde, Madrid, Taurus, 2007.
- Estrella de la mañana. Surrealismo y marxismo, Buenos Aires, El cielo por asalto, 2007 (en colaboración con Silvia Guiard)
- Rebelión y melancolía. El romanticismo a contracorriente de la modernidad, Buenos Aires, Nueva Visión, 2008 (en colaboración con Robert Sayre)
- Sociologías y religion - aproximaciones disidentes, Buenos Aires, Manantial, 2009 (en colaboración con Erwan Dianteill)
- Ecosocialismo. La alternativa radical a la catástrofe ecológica capitalista, Buenos Aires, Ediciones Herramienta y Editorial El Colectivo, 2011.

## Últimas publicaciones (en francés)
- Lire Marx Paris, Presses Universitaires de France, coll. « Quadrige Manuels », 2009 (con G. Duménil y E. Renault).
- Esprits de feu. Figures du romantisme anticapitaliste Paris, Editions du Sandre, 2010 (avec R.Sayre)
- Juifs hétérodoxes. Messianisme, romantisme, utopie Paris, Editions de l’Eclat, 2010.
- Ecosocialisme. Une alternative radicale au désastre écologique capitaliste Paris, Fayard, « Mille et une nuits », 2011.

## Coloquios sobre su obra
- Coloquio Internacional en la Universidad de São Paulo: "Las utopías de Michäel Löwy", septiembre/octubre de 2005. Las actas de la sesión fueron publicadas en Brasil (Las utopías de Michael Löwy, Sao Paulo, Boitempo, 2007).
- Coloquio Internacional "Atravesando fronteras. Sociología, Filosofía, Historia y Literatura en la obra de Michael Löwy", París, Maison d’Amérique Latine, marzo de 2009. Las actas de la sesión fueron publicadas por Editions du Sandre en 2011 (org. E.Dianteill et V.Descombes) con el título Cartografías de la utopía. La indisciplinada obra de Michael Löwy).